# Marians Pahars
Marians Pahars (Chornovolia, 5 de agosto de 1976) é um ex-futebolista e treinador de futebol letão que atuava como atacante. É atualmente auxiliar-técnico da Seleção Letã.
Nos tempos de União Soviética, seu nome era russificado para Marjan Vasilievich Pahar (em russo, Марьян Васильевич Пахарь)

## Carreira de jogador
Torcedor do Spartak Moscou na juventude, Pahars foi descoberto pelo treinador Jurijs Andrejevs, que teve grande influência em sua carreira, iniciada em 1994 no Pārdaugava. Em 1995, foi para o Skonto-Metāls (renomeado para Skonto no mesmo ano), inicialmente jogando como meio-campista. Em seu auge, recebeu o apelido de "Michael Owen letão".
Após marcar 19 gols em 26 jogos, chamou a atenção de clubes maiores da Europa; fez testes em Salernitana, Werder Bremen e Austria Salzburg, mas foi contratado pelo Southampton após uma recomendação de Gary Johnson, treinador inglês da Seleção Letã na época. Os Saints pagaram 800 mil libras para contar com Pahars, que teve de esperar uma licença de trabalho para atuar na Premier League, se juntando ao elenco do Southampton em março de 1999. Durante sua passagem pelo clube, era conhecido por Marian (sem o S no final).
Durante um amistoso contra o Swindon Town, Pahars lesionou o tornozelo (operado em outras 3 oportunidades) e perdeu a temporada 2004–05, tendo acompanhado de fora o rebaixamento do Southampton para a segunda divisão após 28 anos no primeiro escalão do futebol inglês. Os problemas físicos seguiam atrapalhando o atacante, que disputaria apenas 10 jogos e marcaria 2 gols em 2005–06.
Após deixar o Southampton, Pahars defendeu ainda o Anorthosis Famagusta por 1 ano e meio antes de voltar ao Skonto em 2008. Encerrou a carreira em 2009, no Jūrmala-VV, após 2 jogos.

## Seleção Letã
Nascido na atual Ucrânia, Pahars estreou pela Seleção Letã em março de 1996, na derrota por 1 a 0 para o Chipre. Marcou seu primeiro gol em fevereiro do ano seguinte, mas não evitou outra derrota, desta vez por 3 a 2 frente à Polônia.
O ponto alto de sua carreira internacional foi o bicampeonato da Copa Báltica (2001 e 2003) e a participação da Letônia na Eurocopa de 2004 (a primeira competição oficial como país independente), jogando as 3 partidas da seleção (todas como substituto), que foi eliminada na primeira fase, embora tivesse empatado sem gols com a Alemanha.
A despedida de Pahars da seleção foi em novembro de 2007, após derrota por 2 a 1 para a Suécia, pelas eliminatórias da Eurocopa de 2008. O atacante disputou 75 partidas pela Letônia e marcou 15 gols.

## Carreira de treinador
Pahars estreou como técnico em 2011, comandando o Skonto por 2 temporadas. Foi ainda treinador da seleção Sub-21 da Letônia antes de assumiu o time principal em julho de 2013, sucedendo Aleksandrs Starkovs. Sob seu comando, os 11 Lobos venceram a Copa Báltica em 2014 e 2016, mas não conseguiram classificação para as Copas de 2014 e 2018, nem para a Eurocopa de 2016.
Ainda foi treinador do Jelgava entre 2018ref>«Summary - Virsliga - Latvia - Results, fixtures, tables and news - Soccerway». Consultado em 28 de junho de 2020</ref> e 2019, tendo ainda uma curta passagem no futebol italiano, assumindo o Siena (então na Série D) em janeiro de 2021, mas comandou o clube em apenas 5 jogos e saiu 1 mês depois. No mesmo ano, voltou à Seleção Letã como auxiliar-técnico.

## Títulos

### Como jogador
Skonto
- Virslīga: 1995, 1996, 1997, 1998
- Copa Letã: 1995, 1997, 1998

Anorthosis Famagusta
- Copa do Chipre: 2006–07

Seleção Letã
- Copa Báltica: 2001, 2003

### Como treinador
Skonto
- Copa Letã: 2011–12

Seleção Letã
- Copa Báltica: 2014, 2016

### Individuais
- Futebolista Letão do Ano: 1999, 2000, 2001